# O'Leary Island
O'Leary Island är en ö i Kanada.   Den ligger i territoriet Nunavut, i den östra delen av landet, 1 200 km norr om huvudstaden Ottawa. Arean är 8,9 kvadratkilometer.
Terrängen på O'Leary Island är platt. Öns högsta punkt är 68 meter över havet. Den sträcker sig 10,7 kilometer i nord-sydlig riktning, och 8,1 kilometer i öst-västlig riktning.